# Seven Femenino de Dubái 2016
El Seven Femenino de Dubái de 2016 fue la sexta edición del torneo de rugby 7, fue el primer torneo de la Serie Mundial Femenina de Rugby 7 2016-17.
Se desarrolló en el The Sevens Stadium de la ciudad de Dubái, Emiratos Árabes Unidos.

## Fase de grupos

### Grupo A
| Equipo         | Encuentros | Encuentros | Encuentros | Encuentros | Tantos  | Tantos    | Tantos     | Puntos |
| Equipo         | jugados    | ganados    | empatados  | perdidos   | a favor | en contra | diferencia | Puntos |
| -------------- | ---------- | ---------- | ---------- | ---------- | ------- | --------- | ---------- | ------ |
| Australia      | 3          | 3          | 0          | 0          | 77      | 22        | +55        | 9      |
| Rusia          | 3          | 1          | 0          | 2          | 36      | 46        | –10        | 5      |
| Sudáfrica      | 3          | 1          | 0          | 2          | 45      | 64        | –19        | 5      |
| Estados Unidos | 3          | 1          | 0          | 2          | 29      | 55        | –26        | 5      |

### Grupo B
| Equipo        | Encuentros | Encuentros | Encuentros | Encuentros | Tantos  | Tantos    | Tantos     | Puntos |
| Equipo        | jugados    | ganados    | empatados  | perdidos   | a favor | en contra | diferencia | Puntos |
| ------------- | ---------- | ---------- | ---------- | ---------- | ------- | --------- | ---------- | ------ |
| Nueva Zelanda | 3          | 3          | 0          | 0          | 77      | 15        | +62        | 9      |
| Fiyi          | 3          | 1          | 1          | 1          | 48      | 50        | –2         | 6      |
| Francia       | 3          | 1          | 0          | 2          | 38      | 66        | –28        | 5      |
| Irlanda       | 3          | 0          | 1          | 2          | 36      | 68        | –32        | 4      |

### Grupo C
| Equipo     | Encuentros | Encuentros | Encuentros | Encuentros | Tantos  | Tantos    | Tantos     | Puntos |
| Equipo     | jugados    | ganados    | empatados  | perdidos   | a favor | en contra | diferencia | Puntos |
| ---------- | ---------- | ---------- | ---------- | ---------- | ------- | --------- | ---------- | ------ |
| Canadá     | 3          | 3          | 0          | 0          | 77      | 38        | +39        | 9      |
| Inglaterra | 3          | 2          | 0          | 1          | 71      | 38        | +33        | 7      |
| España     | 3          | 1          | 0          | 2          | 35      | 63        | –28        | 5      |
| Brasil     | 3          | 0          | 0          | 3          | 31      | 75        | –44        | 3      |

## Fase Final

### Copa de oro
|  | Cuartos de final | Cuartos de final | Cuartos de final |           |               | Semifinales   | Semifinales | Semifinales |       |               | Copa          | Copa         | Copa |  |
|  |                  |                  |                  |           |               |               |             |             |       |               |               |              |      |  |
|  |                  |                  |                  |           |               |               |             |             |       |               |               |              |      |  |
|  | Nueva Zelanda    | Nueva Zelanda    | 39               |           |               |               |             |             |       |               |               |              |      |  |
|  | Nueva Zelanda    | Nueva Zelanda    | 39               |           |               |               |             |             |       |               |               |              |      |  |
|  | Sudáfrica        | Sudáfrica        | 0                |           |               |               |             |             |       |               |               |              |      |  |
|  | Sudáfrica        | Sudáfrica        | 0                |           | Nueva Zelanda | Nueva Zelanda | 24          |             |       |               |               |              |      |  |
|  |                  |                  |                  |           | Nueva Zelanda | Nueva Zelanda | 24          |             |       |               |               |              |      |  |
|  |                  |                  | Rusia            | Rusia     | 5             |               |             |             |       |               |               |              |      |  |
|  | Rusia            | Rusia            | Rusia            | Rusia     | 5             | 17            |             |             |       |               |               |              |      |  |
|  | Rusia            | Rusia            |                  |           |               |               |             |             |       |               |               |              |      |  |
|  | Canadá           | Canadá           | 7                |           |               |               |             |             |       |               |               |              |      |  |
|  | Canadá           | Canadá           | 7                |           |               |               |             |             |       | Nueva Zelanda | Nueva Zelanda | 17           |      |  |
|  |                  |                  |                  |           |               |               |             |             |       | Nueva Zelanda | Nueva Zelanda | 17           |      |  |
|  |                  |                  | Australia        | Australia | 5             |               |             |             |       |               |               |              |      |  |
|  | Inglaterra       | Inglaterra       | Australia        | Australia | 5             | 19            |             |             |       |               |               |              |      |  |
|  | Inglaterra       | Inglaterra       |                  |           |               |               |             |             |       |               |               |              |      |  |
|  | Fiyi             | Fiyi             | 17               |           |               |               |             |             |       |               |               |              |      |  |
|  | Fiyi             | Fiyi             | 17               |           | Inglaterra    | Inglaterra    | 10          |             |       | Tercer lugar  | Tercer lugar  | Tercer lugar |      |  |
|  |                  |                  |                  |           | Inglaterra    | Inglaterra    | 10          |             |       | Tercer lugar  | Tercer lugar  | Tercer lugar |      |  |
|  |                  |                  | Australia        | Australia | 31            |               |             |             |       |               |               |              |      |  |
|  | Australia        | Australia        | Australia        | Australia | 31            | 42            |             |             | Rusia | Rusia         | 17            |              |      |  |
|  | Australia        | Australia        |                  |           |               |               |             |             | Rusia | Rusia         | 17            |              |      |  |
|  | Francia          | Francia          | 0                |           |               |               |             |             |       |               | Inglaterra    | Inglaterra   | 14   |  |
|  | Francia          | Francia          | 0                |           |               |               |             |             |       |               | Inglaterra    | Inglaterra   | 14   |  |
|  |                  |                  |                  |           |               |               |             |             |       |               |               |              |      |  |

| Bandera de Nueva Zelanda |
| Campeón Nueva Zelanda    |
| 1º título del circuito   |